# Orgel der Wolfgangskapelle Meißen
Die Tamitius-Orgel oder Mühlberger Orgel ist eine historische Orgel mit einem Renaissance-Prospekt aus dem 16. und 17. Jahrhundert und einem Werk von Gustav Steinmann von 1940 in der St.-Wolfgangs-Kapelle in Meißen.

## Geschichte
Die ältesten Teile des Gehäuses stammen wahrscheinlich aus dem Zisterzienserinnenkloster Marienstern bei Mühlberg an der Elbe. Die dortige Orgel wurde 1547 in die Stadtpfarrkirche St. Marien in Pirna versetzt. 1555 wurde sie offizielles Eigentum der dortigen Gemeinde.
1579 wurde das Instrument auf eine Seitenempore versetzt, nachdem eine neue größere Orgel in der Kirche gebaut worden war.
1682 erweiterte sie der Dresdner Hoforgelmacher Andreas Tamitius, wobei wahrscheinlich der ältere Teil als Brustwerk bestehen blieb. In den nächsten Jahren war sie die einzige Orgel in der Kirche, bis die große Orgel nach den Beschädigungen aus dem Dreißigjährigen Krieg 1713 wieder instand gesetzt wurde.
1889 verkaufte die Kirche das Instrument an den Sächsischen Altertumsverein. Dieser stellte sie im Palais im Großen Garten in Dresden aus. Dabei gingen sämtliche Orgelpfeifen verloren.
1940 gelangte das leere Orgelgehäuse in die St.-Wolfgangs-Kapelle in Meißen-Obermeisa. Dort baute Gustav Steinmann ein neues Werk mit zwei Manualen, Pedal und sieben Registern.
Dieses wurde danach in der Friedhofskapelle genutzt.
1990 wurde die Kapelle an das Hochstift Meißen verkauft. Dieses richtete darin eine Werkstatt und einen Lagerraum der Dombauhütte ein.
Durch die dortigen Arbeiten mit regelmäßigen Staubentwicklungen wurde das Instrument schwer beeinträchtigt.
In den frühen 2020er Jahren entdeckte der Pfarrer der Stadtkirche Pirna den wertvollen Orgelprospekt, der einst in seiner Kirche gestanden hatte. Seitdem bemüht sich die Gemeinde mit Unterstützung der Orgelsachverständigen um eine sachgemäße Sicherung und neue Nutzung des Instruments.

## Beschreibung
Das historische Gehäuse von Andreas Tamitius von 1682 ist fast unverändert erhalten. Das Brustwerk stammt dabei wahrscheinlich sogar noch aus der Mühlberger Orgel von vor 1547.
1929 wurde der leere Prospekt so beschrieben:

„Prospekt Holz, Höhe etwa 5 m, Breite etwa 3 m, mit weißer Kalk- und Bronzefarbe bemalt. Aufbau in zwei Geschossen, das untere enthält die Öffnung für die Klaviatur, das obere besteht aus zwei niedrigen Seitentürmen und einem überhöhten Mittelturm. Die Öffnungen für die Pfeifen, die seitlichen Bretter usw. sind reich mit geschnitzten Ornamenten geziert, die wie auch die prächtigen seitlichen Ansätze im Wesentlichen aus Laubwerk, untermischt mit Früchten, Engelköpfen und Hermen bestehen. Auf den seitlichen Türmen zwei große bekleidete Engel mit Posaune.“

Zu der Konstruktion des ehemaligen barocken Instruments von 1682 wurde in einem Sachgutachten 2017 festgestellt:

„Während Orgeln dieser Zeit als zweites Manual standardmäßig ein Rückpositiv aufwiesen, bestand die kleine Orgel der Pirnaer Marienkirche aus Brust- und Oberwerk. Eine vergleichbare Anlage ist in Sachsen weder bekannt noch erhalten (...). Das Gehäuse (...) gehört also einem Instrumententyp an, wie er vielleicht nur noch in der Scherer-Orgel in Himmelpforten in Niedersachsen erhalten ist.
Zu den vier, durch die Schleifendurchbrüche im Gehäuse belegten Registern des Brustwerks gehörten neben kurzbrechigen Zungenstimmen sicher nur hohe Labialregister, da maximal eine 2‘-Höhe zur Verfügung steht. Das Haupt- oder Oberwerk kleiner mehrmanualiger Orgeln enthielt üblicherweise nur die Pyramide der Prinzipalregister, hier auf Basis von gedeckten 8‘-Stimmen und mit einem Prinzipal 4‘ im Prospekt.“

## Bedeutung
Das Gehäuse der Orgel gehört zu den ältesten erhaltenen in Sachsen.
Es ist dazu wahrscheinlich das einzige erhaltene des bedeutenden sächsischen Hoforgelbauers Andreas Tamitius.
Auch die barocke Verbindung von Brust- und Oberwerk ist bei einer Orgel in Sachsen einmalig.